# Суперкубок Вірменії з футболу 2003
Суперкубок Вірменії з футболу 2003 — 6-й розіграш турніру. Матч відбувся 9 травня 2003 року між чемпіоном та володарем кубка Вірменії Пюніком та віце-чемпіоном Вірменії клубом Ширак.
| Володар Суперкубка Вірменії 2003 |
| -------------------------------- |
|                                  |
| Ширак Третій титул               |

## Матч

### Деталі
| 9 травня 2003 |

| Ширак                 | 2:1      | Пюнік     |
| --------------------- | -------- | --------- |
| Давтян 75' Акопян 85' | Протокол | Ломбе 11' |

| Республіканський стадіон імені Вазгена Саркісяна, Єреван |